# Viaduct van Wilrijk
Het viaduct van Wilrijk is een viaduct met een lengte van 1300 meter in Wilrijk en maakt deel uit van de  A12. De brug ligt relatief centraal in het dichtbevolkte district en ligt net ten westen van het historische centrum van Wilrijk.
Komend van Boom overspant de brug achtereenvolgens de Moerelei-N106, de Boekstraat, de Kleinesteenweg, de Jules Moretuslei en de R11. De ruimte onder de viaduct biedt naast deze kruisingen veel ruimte voor parkeren.

## Geschiedenis

### Voorgeschiedenis
Op 22 september 1763 wordt het project voor een steenweg tussen Antwerpen en Boom goedgekeurd door Oostenrijks keizerin Maria-Theresia. Toen een ongeveer tien jaar later de Ferrariskaarten werden opgemaakt, was de weg al aangelegd. Deze Boomsesteenweg vertrokt in de buurt van het Zuidkasteel in Antwerpen en ging dan via het huidige tracé van de Boomsesteenweg, ten westen van de Jan de Voslei, zuidwaarts. Ter hoogte van het huidige viaduct van Wilrijk kwam dit tracé volledig overeen met de huidige brug.
De plannen voor een zogeheten "Boulevard" van Brussel naar Antwerpen dateerden al van voor de Eerste Wereldoorlog, maar de werken werden door die oorlog een hele tijd uitgesteld. In de jaren 1930 werd tussen Brussel en Boom gestart met de aanleg van de latere A12 als een echte 'autoweg'. De weg moest als alternatief dienen voor de oude steenweg N1, die Brussel via Mechelen met Antwerpen verbond.
In 1949 werd de autosnelweg Brussel - Boom - Antwerpen opgenomen in het eerste autosnelwegenprogramma voor België van directeur-generaal Hondermarcq. Toch resulteerde dat niet meteen in de aanleg van de A12 als snelweg. Rond 1950 werd tussen de Terbekehofdreef in Wilrijk en Wilgenstraat in Boom aan de oostzijde van de oude Boomsesteenweg wel een tweede rijweg aangelegd. Nadat in 1953 ook een tweede brug over het kanaal Brussel-Rupel gebouwd werd, beschikte de rijksweg op de passage door Boom en Wilrijk na over zijn gehele lengte over 2x2 rijstroken. De passage door Wilrijk bleef dus een van de belangrijkste flessenhalsen van de A12. Daarom werden er plannen gemaakt voor een lang viaduct doorheen Wilrijk.

### Viaduct
Het viaduct van Wilrijk werd ingehuldigd in 1970. Aan de zuidzuide sloot de A12 aan op de 2x2-rijbaan bij Terbekehof die rond 1950 al gerealiseerd werd. De Bevrijdingstunnel, die het viaduct aan de noordzijde verbindt met de R1, werd opengesteld omstreeks 1978.
De A12 werd bij de laatste grote herzieningen van het autosnelwegenprogramma aan het einde van de jaren 1970 niet gedegradeerd tot expresweg en behield dus ook zijn A-nummer, in tegenstelling tot de A17 (N31 vanaf 1976) bij Brugge en de A24 (N74 vanaf 1977) in Limburg.

## Toekomst
Een streefbeeldstudie uit 2000 stelde een langetermijnvisie voor de A12 tussen Boom en Antwerpen voor met een doortrekking van de sleuf van Boom tot in Antwerpen, waarbij ook het viaduct van Wilrijk zou verdwijnen. Vanwege de hoge kosten zijn er voorlopig echter geen concrete plannen in die zin. In 2010 werden de twee kruispunten in Wilrijk nog heringericht door de Vlaamse overheid.
In 2025 werd gerapporteerd dat het viaduct is afgeleefd en aangetast met betonrot. Na 55 jaar blijkt het volledig afgeleefd. Het viaduct van Vilvoorde is even oud wordt anno 2025 volledig gerenoveerd. Men suggereert een renovatie zodat het viaduct van Wilrijk nog 20-30 jaar kan meegaan.